# Serhij Krawczuk
Serhij Wołodymyrowicz Krawczuk (ukr. Сергій Володимирович Кравчук; ur. 3 czerwca 1964 w Kijowie) – ukraiński szpadzista reprezentujący ZSRR i Wspólnotę Niepodległych Państw, brązowy medalista olimpijski i czterokrotny medalista mistrzostw świata.
Na igrzyskach olimpijskich w Barcelonie w 1992 roku reprezentacja WNP w składzie Pawieł Kołobkow, Andriej Szuwałow, Serhij Krawczuk, Siergiej Kostariew i Walerij Zachariewicz zdobyła drużynowo brązowy medal. W rywalizacji indywidualnej zajął dwunaste miejsce. Były to jego jedyne starty olimpijskie.
Podczas mistrzostw świata w Barcelonie w 1985 roku wspólnie z kolegami z reprezentacji zdobył brązowy medal w zawodach drużynowych. W tej samej konkurencji zdobywał następnie złote medale na mistrzostwach świata w Lozannie (1987) i mistrzostwach świata w Budapeszcie (1991) oraz srebrny podczas mistrzostw świata w Sofii (1986).